# Фантазам 2
Фантазам 2 (енгл. Phantasm II) је амерички хорор филм из 1988. режисера Дона Коскарелија, са Ангусом Скримом, Џејмсом Лeгросом, Реџијем Банистером и Паулом Ирвин у главним улогама.
Директан је наставак филма Фантазам из 1979. године и радња се наставља на тренутак којим је завршен први филм, али се убрзо помера у време од 8 година након њега. Ангус Скрим се вратио у улогу Високог човека, а Реџи Банистер у улогу Реџија. Главни протагониста из првог филма, Мајк, се такође враћа, али га не тумачи исти глумац. Мајк, Реџи и Лиз покушавају да униште Високог човека који оживљава мртва тела и прави своју армију патуљастих створења, те тако пустоши градове широм света.
Иако је буџет био 10 пута већи од оригинала, овај филм је зарадио далеко мање. И поред тога, има поприлично добре оцене критичара, нпр. на IMDb-у има оцену 6,5 док први филм има 6,9. За разлику од оригинала у овом делу је приказано доста више акције и борбе против Високог човека.

## Радња
Пратећи дешавања из претходног филма, Високи човек покушава да одведе Мајка са собом, али Реџи га спашава. Осам година касније Мајк излази из психијатријске болнице и одлази код Реџија. Лиз Рејнолдс има психокинетичку везу са Мајком и Високим човеком. Након што он убије целу Реџијеву породицу, Мајк и Реџи одлучују да крену у потрагу за њим и покушају да га зауставе.
Високи човек је своје седиште пребацио у град Перигорд и оставља поруке Мајку и Реџију да дођу тамо, на исток, ако се усуђују. У међувремену, Лиз се на сахрани свог деде сусреће с Високим човеком. Он оживљава тело њеног деде и претвара га у патуљасто чудовиште. Убрзо јој убија и бабу, па Лиз остаје сама. Она у потрази за бабом одлази у кућу Високог човека, где се у том тренутку нашао и отац Мејерс, који је дошао с намером да покуша да освеша место и тиме га заустави, али једна од лопти Високог човека га убија.
Мајк и Реџи на свом путу наилазе на девојку по имену Алхемија, за коју је Мајк претходно имао визију да ће бити убијена. Они се састају с Лиз и покушавају да се сакрију у кући Алхемијиног ујака. Високи човек, са својом армијом чудовишта, их напада и одводи Лиз са собом. Реџи и Мајк одлазе да је спасу, а Алхемија остаје у кући.
Након много окршаја с чуварима Високог човека, Мајк, Реџи и Лиз долазе до просторије у којој Високи човек ствара своја чудовишта. Када покушају да је спале, он се појављује и напада их. Након дуге борбе они успевају да му убризгају хлороводоничну киселину и потом га спале. Алхемија се појављује у његовим колима и сви заједно одлазе из његове куће. Таман када све изгледа готово, испоставља се да је Алхемија убијена и да је Високи човек узео њено тело, напда их и филм се завршава тако што он избаци Реџија из кола, а његова 2 патуљка шчепају Мајка и Лиз кроз прозор и извлаче их, тако да судбине 3 главна лика остају неразјашњене до следећег наставка.

## Улоге
| Глумац            | Улога                   |
| ----------------- | ----------------------- |
| Ангус Скрим       | Високи човек            |
| Џејмс Лигрос      | Мајк Пирсон             |
| Реџи Банистер     | Реџи                    |
| Паула Ирвин       | Елизабет „Лиз" Рејнолдс |
| Саманта Филипс    | Алхемија                |
| Кенет Тајгар      | отац Мејерс             |
| Рабин Кашер       | Лизин деда Алекс Марфи  |
| Рут Ингел         | Лизина бака гђа Марфи   |
| Стејси Травис     | Џери Рејнолдс           |
| Мајкл Балдвин     | млад Мајк Пирсон        |
| Патрик Макнамара  | Психолог                |
| Марк Антони Маџор | Погребник               |